# Sidi Mahrez
Sidi Mahrez o Sidi Mehrez, cuyo verdadero nombre era Cadhi Mahrez Abu Mohamed, fue un valí tunecino nacido alrededor de 950 y muerto en 1022.
Es el patrón de la ciudad de Túnez, que ha llamado a una mezquita con su nombre en su honor.
Es descendiente de Abu Bakr (primer califa, el sucesor de Mahoma). Su padre Khalef, que era jurista, le dio una buena formación jurista y literaria. Desarrolla su actividad a partir de 975 hasta su muerte en 1022.